# Polvo de picapica

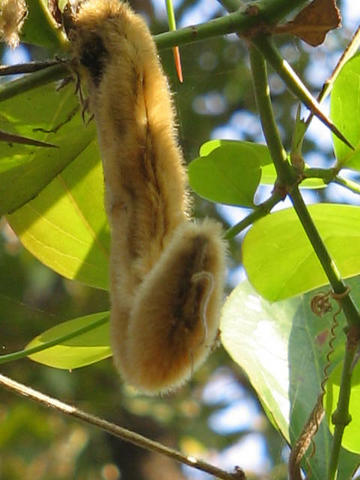
Mucuna pruriens. Ingrediente común del polvo picapica

Se conoce como picapica o polvo de picapica a un grupo de sustancias, en general polvorosas, de pelusilla u hojas vegetales, que provocan comezón cuando entran en contacto con la piel humana. Se usan normalmente como artículo de broma.
La causa de la irritación puede ser mecánica, tal como la causada por productos que contienen escaramujo. En otros casos, el agente irritante produce dermatitis de contacto. Por ejemplo, una enzima proteolítica del gombo puede causar irritación y lesiones. Otro ingrediente común es Mucuna pruriens. También se usan componentes como el serrín, la fibra de vidrio y otros irritantes mecánicos.

## En la cultura popular
- Hay una canción de Hombres G que hace referencia al uso de los polvos picapica como forma de venganza: Devuélveme a mi chica (1985).
- En el popular videojuego Bully los polvos picapica son una de las armas que el personaje puede manejar.
- En la canción de Los de Yolombo La chiva se hace mención al uso de los polvos picapica en parte de su letra, parodiando al "Ras Tas Tas".[cita requerida]